# Amphistomus calcaratus
Amphistomus calcaratus là một loài bọ cánh cứng trong họ Bọ hung (Scarabaeidae).